# Arkadiusz Litwiński
Arkadiusz Litwiński (Szczecin; 31 de Julho de 1970 — ) é um político da Polónia. Ele foi eleito para a Sejm em 25 de Setembro de 2005 com 7794 votos em 41 no distrito de Szczecin, candidato pelas listas do partido Platforma Obywatelska.